# Catocala lucinda
Catocala lucinda là một loài bướm đêm trong họ Erebidae.